# Liste der Auszeichnungen von Vince Gill

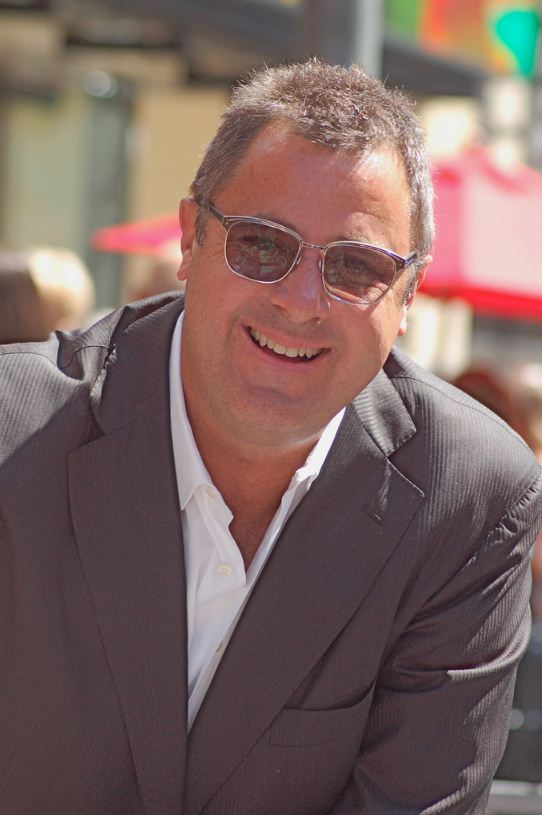
Vince Gill erhält seinen Stern auf dem Hollywood Walk of Fame 2012.

Diese Liste ist eine Übersicht über die Auszeichnungen und Nominierungen des US-amerikanischen Country-Sänger, -Gitarrist und Songschreibers Vince Gill.

## Academy of Country Music Awards
Bei den Academy of Country Music Awards (ACM Awards) erhielt Vince Gill neun Auszeichnungen und insgesamt 46 Nominierungen.
| Jahr | Kategorie                         | für                                                   | Resultat  |
| ---- | --------------------------------- | ----------------------------------------------------- | --------- |
| 1984 | Top New Male Vocalist             | Vince Gill                                            | Gewonnen  |
| 1990 | Album of the Year                 | When I Call Your Name                                 | Nominiert |
| 1990 | Single Record of the Year         | When I Call Your Name (als Künstler)                  | Nominiert |
| 1990 | Song of the Year                  | When I Call Your Name (als Komponist)                 | Nominiert |
| 1990 | Song of the Year                  | When I Call Your Name (als Künstler)                  | Nominiert |
| 1990 | Top Male Vocalist                 | Vince Gill                                            | Nominiert |
| 1990 | Top Vocal Duet                    | Vince Gill (als Duettpartner)                         | Nominiert |
| 1991 | Top Male Vocalist                 | Vince Gill                                            | Nominiert |
| 1991 | Song of the Year                  | Pocket Full of Gold (als Komponist)                   | Nominiert |
| 1991 | Song of the Year                  | Pocket Full of Gold (als Künstler)                    | Nominiert |
| 1992 | Top Male Vocalist                 | Vince Gill                                            | Gewonnen  |
| 1992 | Song of the Year                  | I Still Believe in You (als Komponist)                | Gewonnen  |
| 1992 | Song of the Year                  | I Still Believe in You (als Künstler)                 | Gewonnen  |
| 1992 | Video of the Year                 | Don’t Let Our Love Start Slippin’ Away (als Künstler) | Nominiert |
| 1993 | Album of the Year                 | Common Thread: The Songs of the Eagles (als Künstler) | Nominiert |
| 1993 | Album of the Year                 | I Still Believe in You (als Künstler)                 | Nominiert |
| 1993 | Top Male Vocalist                 | Vince Gill                                            | Gewonnen  |
| 1993 | Top Vocal Duet                    | Vince Gill (als Duettpartner)                         | Nominiert |
| 1994 | Album of the Year                 | When Love Finds You (als Künstler)                    | Nominiert |
| 1994 | Album of the Year                 | When Love Finds You (als Produzent)                   | Nominiert |
| 1994 | Single Record of the Year         | Tryin’ to Get Over You                                | Nominiert |
| 1994 | Song of the Year                  | When Love Finds You (als Künstler)                    | Nominiert |
| 1994 | Song of the Year                  | When Love Finds You (als Produzent)                   | Nominiert |
| 1994 | Top Male Vocalist                 | Vince Gill                                            | Nominiert |
| 1995 | Top Male Vocalist                 | Vince Gill                                            | Nominiert |
| 1995 | Top Vocal Duet                    | Vince Gill (als Duettpartner)                         | Nominiert |
| 1996 | Top Male Vocalist                 | Vince Gill                                            | Nominiert |
| 1998 | Top Male Vocalist                 | Vince Gill                                            | Nominiert |
| 1998 | Vocal Event of the Year           | No Place That Far (mit Sara Evans)                    | Nominiert |
| 1999 | Top Male Guitarist                | Vince Gill                                            | Nominiert |
| 1999 | Vocal Event of the Year           | My Kind of Woman/My Kind of Man (als Künstler)        | Nominiert |
| 2003 | Vocal Event of the Year           | Young Man’s Town (als Künstler)                       | Nominiert |
| 2003 | Vocal Event of the Year           | Young Man’s Town (als Produzent)                      | Nominiert |
| 2005 | The Home Depot Humanitarian Award | Vince Gill                                            | Gewonnen  |
| 2006 | Album of the Year                 | These Days (als Künstler)                             | Nominiert |
| 2006 | Album of the Year                 | These Days (als Produzent)                            | Nominiert |
| 2006 | Vocal Event of the Year           | Vince Gill (als Künstler)                             | Gewonnen  |
| 2007 | Vocal Event of the Year           | What You Give Away (als Künstler)                     | Nominiert |
| 2007 | Vocal Event of the Year           | What You Give Away (als Produzent)                    | Nominiert |
| 2011 | Career Achievement Award          | Vince Gill                                            | Gewonnen  |
| 2011 | Song of the Year                  | Threaten Me with Heaven (als Komponist)               | Nominiert |
| 2011 | Song of the Year                  | Threaten Me with Heaven (als Künstler)                | Nominiert |
| 2012 | Vocal Event of the Year           | Don’t Rush                                            | Nominiert |
| 2016 | Video of the Year                 | Forever Country (mit Various Artists)                 | Gewonnen  |
| 2017 | Vocal Event of the Year           | Dear Hate (mit Maren Morris)                          | Nominiert |

## American Music Awards
Bei den American Music Awards (AMAs) erhielt Vince Gill eine Auszeichnung und insgesamt fünf Nominierungen.
| Jahr | Kategorie                    | für                      | Resultat  |
| ---- | ---------------------------- | ------------------------ | --------- |
| 1993 | Favorite Country Male Artist | Vince Gill               | Nominiert |
| 1993 | Favorite Country Song        | I Still Believe in You   | Nominiert |
| 1994 | Favorite Country Male Artist | Vince Gill               | Nominiert |
| 1995 | Favorite Country Male Artist | Vince Gill               | Nominiert |
| 1995 | Favorite Country Song        | Whenever You Come Around | Gewonnen  |

## BMI Awards
Bei den BMI Awards (BMIs) erhielt Vince Gill sechs Auszeichnungen und insgesamt sechs Nominierungen.
| Jahr | Kategorie                      | für                            | Resultat |
| ---- | ------------------------------ | ------------------------------ | -------- |
| 1992 | Country Music Award            | Look at Us (mit Max D. Barnes) | Gewonnen |
| 2001 | Country Music Award            | Feels Like Love                | Gewonnen |
| 2002 | Country Songwriter of the Year | Vince Gill                     | Gewonnen |
| 2003 | Country Music Award            | Next Big Thing                 | Gewonnen |
| 2005 | Country Songwriter of the Year | Vince Gill                     | Gewonnen |
| 2014 | BMI Icon Award                 | Vince Gill                     | Gewonnen |

## CMT Flameworthy Video Music Awards
Bei den CMT Flameworthy Video Music Awards (CMT Flameworthys) erhielt Vince Gill keine Auszeichnungen und insgesamt zwei Nominierungen.
| Jahr | Kategorie                       | für                                                                             | Resultat  |
| ---- | ------------------------------- | ------------------------------------------------------------------------------- | --------- |
| 2002 | Video Collaboration of the Year | Foggy Mountain Breakdown (Gemeinschaftsprojekt zahlreicher Country-Interpreten) | Nominiert |
| 2003 | Concept Video of the Year       | Next Big Thing                                                                  | Nominiert |

## Country Music Association Awards
Bei den Country Music Association Awards (CMA Awards) erhielt Vince Gill 20 Auszeichnungen und insgesamt 56 Nominierungen.
| Jahr | Kategorie                        | für | Resultat  |
| ---- | -------------------------------- | --- | --------- |
| 1990 | Single of the Year               | When I Call Your Name | Gewonnen  |
| 1990 | Song of the Year                 | When I Call Your Name (mit Tim DuBois) | Nominiert |
| 1990 | Vocal Event of the Year          | Oklahoma Swing (mit Reba McEntire) | Nominiert |
| 1991 | Album of the Year                | Pocket Full of Gold | Nominiert |
| 1991 | Entertainer of the Year          | Vince Gill | Nominiert |
| 1991 | Male Vocalist of the Year        | Vince Gill | Gewonnen  |
| 1991 | Single of the Year               | Pocket Full of Gold | Nominiert |
| 1991 | Song of the Year                 | When I Call Your Name (mit Tim DuBois) | Gewonnen  |
| 1991 | Vocal Event of the Year          | The New Nashville Cats (mit Mark O’Connor, Ricky Skaggs, Steve Wariner) | Gewonnen  |
| 1992 | Entertainer of the Year          | Vince Gill | Nominiert |
| 1992 | Male Vocalist of the Year        | Vince Gill | Gewonnen  |
| 1992 | Music Video of the Year          | Look at Us | Nominiert |
| 1992 | Single of the Year               | Look at Us | Nominiert |
| 1992 | Song of the Year                 | Look at Us (mit Max D. Barnes) | Gewonnen  |
| 1993 | Album of the Year                | I Still Believe in You | Gewonnen  |
| 1993 | Entertainer of the Year          | Vince Gill | Gewonnen  |
| 1993 | Male Vocalist of the Year        | Vince Gill | Gewonnen  |
| 1993 | Music Video of the Year          | Don’t Let Our Love Start Slippin’ Away | Nominiert |
| 1993 | Single of the Year               | Don’t Let Our Love Start Slippin’ Away | Nominiert |
| 1993 | Song of the Year                 | I Still Believe in You (mit John Barlow Jarvis) | Gewonnen  |
| 1993 | Vocal Event of the Year          | I Don’t Need Your Rockin’ Chair (mit George Jones, Mark Chesnutt, Garth Brooks, Travis Tritt, Joe Diffie, Alan Jackson, Pam Tillis, T. Graham Brown, Patty Loveless, Clint Black) | Gewonnen  |
| 1993 | Vocal Event of the Year          | The Heart Won’t Lie (mit Reba McEntire) | Nominiert |
| 1994 | Album of the Year                | Common Thread: The Songs of the Eagles | Gewonnen  |
| 1994 | Album of the Year                | Rhythm, Country and Blues | Nominiert |
| 1994 | Album of the Year                | Tribute to the Music of Bob Wills and the Texas Playboys | Nominiert |
| 1994 | Entertainer of the Year          | Vince Gill | Gewonnen  |
| 1994 | Male Vocalist of the Year        | Vince Gill | Gewonnen  |
| 1995 | Album of the Year                | When Love Finds You | Nominiert |
| 1995 | Entertainer of the Year          | Vince Gill | Nominiert |
| 1995 | Male Vocalist of the Year        | Vince Gill | Gewonnen  |
| 1995 | Music Video of the Year          | When Love Finds You | Nominiert |
| 1996 | Album of the Year                | High Lonesome Sound | Nominiert |
| 1996 | Entertainer of the Year          | Vince Gill | Nominiert |
| 1996 | Male Vocalist of the Year        | Vince Gill | Nominiert |
| 1996 | Music Video of the Year          | Go Rest High on That Mountain | Nominiert |
| 1996 | Single of the Year               | Go Rest High on That Mountain | Nominiert |
| 1996 | Song of the Year                 | Go Rest High on That Mountain | Gewonnen  |
| 1996 | Vocal Event of the Year          | I Will Always Love You (mit Dolly Parton) | Gewonnen  |
| 1997 | Entertainer of the Year          | Vince Gill | Nominiert |
| 1997 | Male Vocalist of the Year        | Vince Gill | Nominiert |
| 1998 | Entertainer of the Year          | Vince Gill | Nominiert |
| 1998 | Male Vocalist of the Year        | Vince Gill | Nominiert |
| 1999 | Album of the Year                | The Key | Nominiert |
| 1999 | Male Vocalist of the Year        | Vince Gill | Nominiert |
| 1999 | Song of the Year                 | If You Ever Have Forever in Mind (mit Troy Seals) | Nominiert |
| 1999 | Vocal Event of the Year          | My Kind of Woman/My Kind of Man (mit Patty Loveless) | Gewonnen  |
| 1999 | Vocal Event of the Year          | No Place That Far (mit Sara Evans) | Nominiert |
| 2000 | Male Vocalist of the Year        | Vince Gill | Nominiert |
| 2006 | Musical Event of the Year        | Building Bridges (mit Brooks & Dunn, Sheryl Crow) | Nominiert |
| 2007 | Album of the Year                | These Days | Nominiert |
| 2007 | Musical Event of the Year        | The Reason Why (mit Alison Krauss) | Nominiert |
| 2013 | Musical Event of the Year        | Don’t Rush (mit Kelly Clarkson) | Nominiert |
| 2014 | Irving Waugh Award of Excellence | Vince Gill | Gewonnen  |
| 2014 | Musical Event of the Year        | Bakersfield (mit Paul Franklin) | Nominiert |
| 2017 | Foundation Humanitarian Award    | Vince Gill | Gewonnen  |
| 2018 | Musical Event of the Year        | Dear Hate (mit Maren Morris) | Nominiert |

## GMA Dove Awards
Bei den GMA Dove Awards (Doves) erhielt Vince Gill drei Auszeichnungen und insgesamt sieben Nominierungen.
| Jahr | Kategorie                                         | für | Resultat  |
| ---- | ------------------------------------------------- | --- | --------- |
| 2003 | Country Recorded Song of the Year                 | The River’s Gonna Keep On Rolling (mit Amy Grant)                                                        | Gewonnen  |
| 2003 | Inspirational Album of the Year                   | Legacy… Hymns & Faith (mit Amy Grant, Brown Bannister)                                                   | Gewonnen  |
| 2006 | Inspirational Album of the Year                   | Rock of Ages… Hymns & Faith (mit Amy Grant, Brown Bannister)                                             | Gewonnen  |
| 2006 | Producer of the Year                              | Vince Gill                                                                                               | Nominiert |
| 2015 | Inspirational Album of the Year                   | Be Still and Know (als Produzent)                                                                        | Nominiert |
| 2021 | Bluegrass/Country/Roots Recorded Song of the Year | Go Rest High on That Mountain (als Komponist)                                                            | Nominiert |
| 2021 | Inspirational Album of the Year                   | Evensong: Hymns and Lullabies at the Close of Day (Gemeinschaftsprojekt zahlreicher Country-Interpreten) | Nominiert |

## Grammy Awards
Bei den Grammy Awards (Grammys) erhielt Vince Gill 22 Auszeichnungen und insgesamt 47 Nominierungen.
| Jahr | Kategorie                                             | für                                                                                           | Resultat  |
| ---- | ----------------------------------------------------- | --------------------------------------------------------------------------------------------- | --------- |
| 1991 | Best Country Vocal Performance, Male                  | When I Call Your Name                                                                         | Gewonnen  |
| 1991 | Best Country Song                                     | When I Call Your Name                                                                         | Nominiert |
| 1992 | Best Country Vocal Collaboration                      | Restless (mit Mark O’Connor, Ricky Skaggs & Steve Wariner)                                    | Gewonnen  |
| 1992 | Best Country Vocal Performance, Male                  | Pocket Full Of Gold (Album)                                                                   | Nominiert |
| 1993 | Best Country Song                                     | I Still Believe In You                                                                        | Gewonnen  |
| 1993 | Best Country Vocal Performance, Male                  | I Still Believe In You                                                                        | Gewonnen  |
| 1994 | Best Country Instrumental Performance                 | Red Wing                                                                                      | Gewonnen  |
| 1994 | Best Country Vocal Collaboration                      | The Heart Won’t Lie (mit Reba McEntire)                                                       | Nominiert |
| 1995 | Best Male Country Vocal Performance                   | When Love Finds You                                                                           | Gewonnen  |
| 1995 | Best Country Album                                    | When Love Finds You                                                                           | Nominiert |
| 1995 | Best Country Song                                     | When Love Finds You                                                                           | Nominiert |
| 1996 | Best Country Song                                     | Go Rest High On That Mountain                                                                 | Gewonnen  |
| 1996 | Best Male Country Vocal Performance                   | Go Rest High On That Mountain                                                                 | Gewonnen  |
| 1996 | Best Country Collaboration With Vocals                | I Will Always Love You (mit Dolly Parton)                                                     | Nominiert |
| 1997 | Best Country Collaboration With Vocals                | High Lonesome Sound                                                                           | Gewonnen  |
| 1997 | Best Male Country Vocal Performance                   | Worlds Apart                                                                                  | Gewonnen  |
| 1997 | Best Country Album                                    | High Lonesome Sound                                                                           | Nominiert |
| 1997 | Best Country Collaboration With Vocals                | Hope: Country Music’s Quest For A Cure (Gemeinschaftsprojekt zahlreicher Country-Interpreten) | Nominiert |
| 1997 | Best Country Song                                     | High Lonesome Sound                                                                           | Nominiert |
| 1998 | Best Male Country Vocal Performance                   | Pretty Little Adriana                                                                         | Gewonnen  |
| 1999 | Best Country Instrumental Performance                 | A Soldier’s Joy                                                                               | Gewonnen  |
| 1999 | Best Male Country Vocal Performance                   | If You Ever Have Forever In Mind                                                              | Gewonnen  |
| 1999 | Best Country Collaboration With Vocals                | My Kind Of Woman/My Kind Of Man (mit Patty Loveless)                                          | Nominiert |
| 1999 | Best Country Song                                     | If You Ever Have Forever In Mind                                                              | Nominiert |
| 2000 | Best Country Instrumental Performance                 | Bob’s Breakdowns                                                                              | Gewonnen  |
| 2000 | Best Male Country Vocal Performance                   | Don’t Come Cryin’ To Me                                                                       | Nominiert |
| 2001 | Best Country Album                                    | Let’s Make Sure We Kiss Goodbye                                                               | Nominiert |
| 2001 | Best Country Collaboration With Vocals                | When I Look Into Your Heart                                                                   | Nominiert |
| 2001 | Best Country Song                                     | Feels Like Love                                                                               | Nominiert |
| 2001 | Best Male Country Vocal Performance                   | Feels Like Love                                                                               | Nominiert |
| 2002 | Best Country Instrumental Performance                 | Foggy Mountain Breakdown (Gemeinschaftsprojekt zahlreicher Country-Interpreten)               | Gewonnen  |
| 2004 | Best Male Country Vocal Performance                   | Next Big Thing                                                                                | Gewonnen  |
| 2005 | Best Country Instrumental Performance                 | Luxury Liner                                                                                  | Nominiert |
| 2005 | Best Country Performance By A Duo Or Group With Vocal | It’s Hard To Kiss The Lips At Night That Chew Your Ass Out All Day Long                       | Nominiert |
| 2005 | Best Country Song                                     | It’s Hard To Kiss The Lips At Night That Chew Your Ass Out All Day Long                       | Nominiert |
| 2006 | Best Southern, Country, or Bluegrass Gospel Album     | Rock of Ages...Hymns & Faith                                                                  | Gewonnen  |
| 2006 | Best Country Collaboration With Vocals                | Building Bridges                                                                              | Nominiert |
| 2007 | Best Male Country Vocal Performance                   | The Reason Why                                                                                | Gewonnen  |
| 2008 | Best Country Album                                    | These Days                                                                                    | Gewonnen  |
| 2008 | Album Of The Year                                     | These Days                                                                                    | Nominiert |
| 2009 | Best Country Instrumental Performance                 | Cluster Pluck                                                                                 | Gewonnen  |
| 2012 | Best Country Song                                     | Threaten Me With Heaven                                                                       | Nominiert |
| 2014 | Best Country Duo/Group Performance                    | Don’t Rush (mit Kelly Clarkson)                                                               | Nominiert |
| 2017 | Best American Roots Song                              | Kid Sister                                                                                    | Gewonnen  |
| 2017 | Best Americana Album                                  | Kid Sister                                                                                    | Nominiert |
| 2019 | Best Country Duo/Group Performance                    | Dear Hate (mit Maren Morris)                                                                  | Nominiert |
| 2020 | Best American Roots Song                              | I Don’t Wanna Ride The Rails No More                                                          | Nominiert |
| 2021 | Best Country Solo Performance                         | When My Amy Prays                                                                             | Nominiert |

## International Bluegrass Music Awards
Bei den International Bluegrass Music Awards (IBMAs) erhielt Vince Gill vier Auszeichnungen und insgesamt vier Nominierungen.
| Jahr | Kategorie                               | für                                             | Resultat |
| ---- | --------------------------------------- | ----------------------------------------------- | -------- |
| 1997 | Song of the Year                        | High Lonesome Sound                             | Gewonnen |
| 2003 | Collaborative Recording of the Year     | Will The Circle Be Unbroken Vol. III            | Gewonnen |
| 2004 | Collaborative Recording of the Year     | Livin Lovin Losin: Songs of the Louvin Brothers | Gewonnen |
| 2021 | Gospel Recorded Performance of the Year | In the Resurrection Morning                     | Gewonnen |

## Ruhmeshallen

### Country Music Hall of Fame
Am 7. August 2007 wurde Vince Gill in die Country Music Hall of Fame aufgenommen.

### Guitar Center RockWalk
Am 4. Februar 2016 wurde Vince Gill mit einem Händeabdruck auf dem Guitar Center RockWalk geehrt.

### Hall of Great Western Performers
Am 14. Oktober 1997 wurde Vince Gill in die Hall of Great Western Performers aufgenommen.

### Hollywood Walk of Fame
Am 6. September 2012 wurde Vince Gill mit einem Stern auf dem Hollywood Walk of Fame geehrt.

### Music City Walk of Fame
Am 5. November 2007 wurde Vince Gill mit einer Plakette auf dem Music City Walk of Fame geehrt.

### Musicians Hall of Fame
Am 22. November 2022 wurde Vince Gill in die Musicians Hall of Fame aufgenommen.

### Nashville Songwriters Hall of Fame
Am 17. Oktober 2005 wurde Vince Gill in die Nashville Songwriters Hall of Fame aufgenommen.

### Oklahoma Hall of Fame
Am 18. Mai 1997 wurde Vince Gill in die Oklahoma Hall of Fame aufgenommen.

### Tennessee Golf Hall of Fame
Am 24. Juni 2005 wurde Vince Gill in die Tennessee Golf Hall of Fame aufgenommen.

### Tennessee Sports Hall of Fame
Am 4. Mai 2013 wurde Vince Gill in die Tennessee Sports Hall of Fame aufgenommen.

## The Nashville Network Awards
Bei den The Nashville Network Awards (TNN Awards) erhielt Vince Gill elf Auszeichnungen und insgesamt 18 Nominierungen.
| Jahr | Kategorie                   | für                                                                     | Resultat  |
| ---- | --------------------------- | ----------------------------------------------------------------------- | --------- |
| 1991 | Instrumentalist of the Year | Vince Gill                                                              | Gewonnen  |
| 1991 | Single of the Year          | When I Call Your Name                                                   | Gewonnen  |
| 1992 | Best Vocal Collaboration    | The New Nashville Cats (mit Mark O’Connor, Ricky Skaggs, Steve Wariner) | Nominiert |
| 1992 | Instrumentalist of the Year | Vince Gill                                                              | Gewonnen  |
| 1992 | Song of the Year            | I Still Believe in You                                                  | Gewonnen  |
| 1993 | Album of the Year           | I Still Believe in You                                                  | Gewonnen  |
| 1993 | Instrumentalist of the Year | Vince Gill                                                              | Gewonnen  |
| 1993 | Minnie Pearl Award          | Vince Gill                                                              | Gewonnen  |
| 1993 | Single of the Year          | I Still Believe in You                                                  | Gewonnen  |
| 1994 | Instrumentalist of the Year | Vince Gill                                                              | Gewonnen  |
| 1996 | Best Vocal Collaboration    | Go Rest High on That Mountain (mit Patty Loveless, Ricky Skaggs)        | Gewonnen  |
| 1996 | Best Vocal Collaboration    | I Will Always Love You (mit Dolly Parton)                               | Nominiert |
| 1996 | Entertainer of the Year     | Vince Gill                                                              | Nominiert |
| 1996 | Male Artist of the Year     | Vince Gill                                                              | Nominiert |
| 1996 | Single of the Year          | Go Rest High on That Mountain                                           | Nominiert |
| 1996 | Single of the Year          | I Will Always Love You (mit Dolly Parton)                               | Nominiert |
| 1996 | Video of the Year           | Go Rest High on That Mountain                                           | Nominiert |
| 2001 | Career Achievement Award    | Vince Gill                                                              | Gewonnen  |

## Verschiedene Preise
| Jahr | Auszeichnung                                  | für        | Resultat  |
| ---- | --------------------------------------------- | ---------- | --------- |
| 1995 | Tennessean of the Year                        | Vince Gill | Gewonnen  |
| 2000 | NSAI Songwriter/Artist of the Decade          | Vince Gill | Gewonnen  |
| 2002 | DC Chapter Heroes Awards                      | Vince Gill | Gewonnen  |
| 2003 | PGA Distinguished Service Award               | Vince Gill | Gewonnen  |
| 2013 | F.W. Preston Lifetime Music Achievement Award | Vince Gill | Gewonnen  |
| 2017 | Songwriters Hall of Fame                      | Vince Gill | Nominiert |
| 2022 | Old Tom Morris Award                          | Vince Gill | Gewonnen  |